# Noah Kahan
Noah Kahan ( [ˈkɑːn] KAHN, 1 de janeiro de 1997), é um cantor e compositor americano que assinou com a Republic Records em 2017. O seu single de sucesso, "Hurt Somebody", alcançou status de ouro nos Estados Unidos e figurou em vários mercados internacionais. O single e o EP de mesmo nome precederam o lançamento do seu álbum de estreia, Busyhead (2019). Em cinco anos, mais dois álbuns se seguiram: I Was/I Am (2021) e Stick Season (2022), o segundo dos quais se tornou o seu grande sucesso comercial e levou à sua indicação em 2023 ao Grammy de Melhor Artista Revelação.

## Início de vida e Educação
Kahan nasceu em Strafford, Vermont, onde cresceu numa fazenda de árvores. O seu pai, Josh Kahan, ensinou-o a tocar guitarra enquanto a sua mãe, Lauri Berkenkamp, que escrevia guias para pais, ensinou-o a escrever. O seu pai é judeu e a sua mãe é cristã; Kahan afirmou que as suas raízes judaicas desempenham um grande papel na sua identidade. Ele é o terceiro de quatro filhos. Kahan começou a escrever canções aos oito anos e publicou-as no SoundCloud e no YouTube, onde a sua música começou a ganhar exposição. Ele recebeu a sua primeira guitarra aos dez anos.
Ele estudou na Hanover High School em Hanover, New Hampshire.

## Carreira

### 2017–2021:BusyheadeI Was/I Am
Kahan foi em turnê pela primeira vez aos 19 anos, sendo ato de abertura para Milky Chance. Em 2017, Kahan assinou com a Republic Records. Ele mudou-se para Nova Iorque e também passou um tempo em Los Angeles e Nashville. Kahan cita Paul Simon, Yusuf Islam (Cat Stevens), Counting Crows, Hozier, Sam Fender, Mumford & Sons e Green Day como algumas das suas inspirações.
Em 2018, Kahan participou da música "Tough" de Quinn XCII. A música foi lançada a 11 de dezembro de 2018. Em 2019, ele lançou o seu álbum de estreia, Busyhead. O álbum contou com o single "Hurt Somebody" com Julia Michaels, que alcançou a posição 24 na tabela Billboard Hot Rock, marcando a sua primeira aparição em qualquer tabela dos EUA. Kahan regressou a Vermont no início da pandemia de COVID-19. Lá, ele escreveu o seu EP, Cape Elizabeth, ao longo de uma semana, lançando-o em maio de 2020. Na sua conta oficial do TikTok, Kahan admitiu num vídeo que a única música sua que ouve é "Maine", deste EP. No final de 2020, ele regressou a Los Angeles, onde trabalhou na gravação de seu segundo álbum, I Was / I Am. O álbum foi lançado a 17 de setembro de 2021. O álbum não teve nenhum sucesso popular.

### 2022–presente:Stick Season e Breakthrough
Em outubro de 2020, Kahan começou a postar vídeos virais no TikTok mostrando o primeiro verso do que se tornaria o single de sucesso "Stick Season". Nos dois anos seguintes, ele publicou mais partes da música e deu dicas de outras músicas do seu próximo terceiro álbum de estúdio, tornando Stick Season viral antes mesmo de ser lançado. A 8 de julho de 2022, ele lançou a versão completa da música para o público. Kahan diz que "Stick Season" é o tipo de música que ele queria escrever, afastando-se dos seus projetos pesados de pop no passado para um projeto centrado no folk. Ele lançou o single "Northern Attitude" antes do lançamento do álbum.
A 14 de outubro de 2022, Kahan lançou o seu terceiro álbum de estúdio, o Stick Season de 14 faixas, que foi produzido por Gabe Simon. O álbum estreou na posição 14 na Billboard 200, a sua primeira aparição na parada lançando-o para o sucesso mainstream e ajudando a tornar-se uma figura reconhecível no mundo da música. A 9 de junho de 2023, Kahan lançou uma versão deluxe do álbum intitulada Stick Season (We'll All Be Here Forever), que apresenta sete faixas adicionais, incluindo uma versão estendida do single "The View Between Villages". Após o lançamento de Stick Season (We'll All Be Here Forever), ele lançou faixas do álbum com colaborações adicionais de outros artistas, começando com "Dial Drunk" com Post Malone. Colaborações adicionais incluem "Call Your Mom", com Lizzy McAlpine; "She Calls Me Back", com Kacey Musgraves; "Northern Attitude", com Hozier; "Everywhere, Everything", com Gracie Abrams; e "Homesick", com Sam Fender.
Kahan também colaborou com o astro country americano Zach Bryan no single "Sarah's Place" do EP Boys of Faith de Bryan. O single alcançou a posição 14 na Billboard Hot 100. Kahan foi indicado como Melhor Artista Revelação no 66º Grammy Awards, marcando a sua primeira indicação ao Grammy. Em 2023, ele foi incluído como um dos TIME100 Next da revista Time.
A 5 de janeiro de 2024, "Stick Season" se tornou o número 1 na UK Singles Chart, marcando o primeiro número 1 do ano e o primeiro topo das paradas de Kahan na sua carreira. Em fevereiro, o single também atingiu o número 1 nas paradas australianas da ARIA. Em abril de 2024, "Stick Season" atingiu um novo pico na Billboard Hot 100 em 9, a posição mais alta da carreira de Kahan. No final de janeiro, Kahan revelou uma versão final do álbum Stick Season, Stick Season (Forever). Também produzido por Simon, a nova versão do álbum contém todos os projetos de colaboração desde o lançamento de Stick Season (We'll All Be Here Forever), incluindo uma nova faixa intitulada "Forever" e duas novas colaborações em "You're Gonna Go Far" com Brandi Carlile e "Paul Revere" com Gregory Alan Isakov. O álbum expandido foi lançado a 9 de fevereiro de 2024. No mesmo ano, Kahan anunciou um álbum ao vivo, Live from Fenway Park, que foi lançado a 30 de agosto.
O governador de Vermont, Phil Scott, proclamou o dia 19 de setembro de 2024, como o "Dia do Projeto Busyhead de Noah Kahan" em Vermont. Kahan fundou o Projeto Busyhead como uma iniciativa para fornecer recursos e informações aos moradores de Vermont que lutam contra problemas de saúde mental. Kahan realizou um show beneficente esgotado nessa noite, com todos os lucros a reverterem para organizações de saúde mental sediadas em Vermont.
Em junho de 2024, Kahan colaborou também com a cantora country, Kelsea Ballerini, na música "Cowboys Cry Too", parte do futuro quinto álbum de estúdio da cantora, "Patterns", que iria ser lançado em outubro desse ano. Em novembro, Kahan atuou junto com Ballerini no CMA Awards, onde cantaram a música "Cowboys Cry Too". O duo conheceu-se nos Grammy Awards de 2024, onde estavam ambos nomeados. Em maio de 2024, atuaram juntos um mashup da música "Mountain with a View" de Ballerini, e "Stick Season" de Kahan, nos ACM Awards 2024.
Em 2025, Kahan apresentou-se ao vivo no Glastonbury Festival (Reino Unido), atuação que ficou disponível por tempo limitado no aplicativo BBC Sounds. (O vídeo da apresentação também foi transmitido ao vivo pela BBC no Reino Unido.) O conjunto consistia em sete faixas:
- Everywhere, Everything (Glastonbury 2025)
- She Calls Me Back (Glastonbury 2025)
- New Perspective (Glastonbury 2025)
- Call Your Mom (Glastonbury 2025)
- Northern Attitude (Glastonbury 2025)
- Dial Drunk (Glastonbury 2025)
- Stick Season (Glastonbury 2025)

## Vida pessoal
Kahan mudou-se com a sua noiva, Brenna Nolan, para Watertown, Massachusetts, parte da cidade de Boston, em julho de 2022.
Ele sofreu de ansiedade, depressão e dismorfia corporal. Ele escreve músicas sobre a sua saúde mental; no entanto, ele é conhecido por fazer piadas sobre as suas lutas e vida pessoa nas redes sociais e em shows.

## Discografia
- Busyhead(2019)
- Cape Elizabeth (EP) ( 2020)
- I Was / I Am (2021)
- Stick Season (2022)
- Live From Fenway Park (2024)

## Prêmios e Nomeações
| Ano  | Organização                             | Categoria                                      | Trabalho indicado-                     | Resultado | Ref.   |
| ---- | --------------------------------------- | ---------------------------------------------- | -------------------------------------- | --------- | ------ |
| 2023 | Prêmios de Música da Billboard          | Melhor Álbum de Rock                           | Stick Season                           | Indicado  | [ 28 ] |
| 2023 | Prêmios de Música da Billboard          | Melhor Artista de Rock                         | Ele mesmo                              | Indicado  | [ 28 ] |
| 2024 | Prêmios Grammy                          | Melhor Artista Revelação                       | Ele mesmo                              | Indicado  | [ 29 ] |
| 2024 | Prêmio Escolha do Público               | Novo Artista do Ano                            | Ele mesmo                              | Indicado  | [ 30 ] |
| 2024 | Brit Awards                             | Canção Internacional                           | "Stick Season"                         | Indicado  | [ 31 ] |
| 2024 | Prêmios de Música iHeartRadio           | Melhor Artista Revelação (Alternativo ou Rock) | Ele mesmo                              | Venceu    | [ 32 ] |
| 2024 | Prêmios de Música iHeartRadio           | Melhor Letra (Votada Socialmente)              | "Dial Drunk"                           | Indicado  | [ 32 ] |
| 2024 | Prêmios de Música iHeartRadio           | Prêmio Social Star (Votado Socialmente)        | Ele mesmo                              | Indicado  | [ 32 ] |
| 2024 | Honrarias e prêmios da música americana | Artista do Ano                                 | Ele mesmo                              | Indicado  | [ 33 ] |
| 2024 | Prêmios de Música da Billboard          | Melhor Artista de Rock                         | Ele mesmo                              | Indicado  | [ 34 ] |
| 2024 | Prêmios de Música da Billboard          | Top Billboard 200 Álbum                        | Stick Season                           | Indicado  | [ 34 ] |
| 2024 | Prêmios de Música da Billboard          | Melhor Álbum de Rock                           | Stick Season                           | Venceu    | [ 34 ] |
| 2024 | Prêmios de Música da Billboard          | Melhor música de rock                          | "Stick Season"                         | Indicado  | [ 34 ] |
| 2024 | Prêmios da Associação de Música Country | Evento Musical do Ano                          | "Cowboys Cry Too" com Kelsea Ballerini | Indicado  | [ 35 ] |
| 2025 | Prêmios Grammy                          | Melhor Performance de Duo/Grupo Country        | "Cowboys Cry Too" com Kelsea Ballerini | Indicado  | [ 36 ] |
| 2025 | Brit Awards                             | Canção Internacional                           | "Stick Season"                         | Indicado  | [ 37 ] |